# Achaea stumpffii
Achaea stumpffii is een vlinder van de familie van de spinneruilen (Erebidae). De wetenschappelijke naam van deze soort is voor het eerst voorgesteld door Max Saalmüller in een publicatie uit 1880.
De soort komt voor op Madagaskar.